# Dentelles de la Gruyère
Pour les articles homonymes, voir Gruyère.
 (janvier 2015).
Si vous disposez d'ouvrages ou d'articles de référence ou si vous connaissez des sites web de qualité traitant du thème abordé ici, merci de compléter l'article en donnant les références utiles à sa vérifiabilité et en les liant à la section « Notes et références ».
Les dentelles de la Gruyère est une tradition vivante du canton de Fribourg, en Suisse.

## Déroulement
L’Association des dentelles de Gruyère chapeaute leurs activités[Qui ?]. Cette société appartenant à la Fédération des dentellières suisses se fait connaître par le biais d’expositions et de démonstrations (marché folklorique à Bulle, fête du fromage à Gruyères, désalpe d’Albeuve), en participant à des congrès en Suisse et à l’étranger et surtout en organisant des cours. 
Si les motifs sont souvent traditionnels, la dentelle aux fuseaux telle qu’on la pratique n’est en rien fribourgeoise : les fils sont enroulés sur des bobines en bois (idéalement en buis, pour le poids, elles sont encore réalisées par un artisan gruérien) maniées suivant de savantes combinaisons, le modèle étant épinglé sur un coussin installé sur une petite table à la hauteur adaptée.
Certaines créations sont encore réalisées à la main sur commande par les dentellières gruériennes ; en 2012, elles ont avant tout[réf. nécessaire] produit des châles et des gants au filet pour les costumes de plusieurs régions de Suisse. Cette commercialisation de la dentelle, est un héritage du passé : en 1907, Mme Balland, propriétaire du Château de Gruyères, pour remplacer le tressage de la paille sur le déclin, a introduit l’apprentissage de la dentelle en la faisant enseigner aux jeunes femmes de la région[réf. nécessaire]. 

## Histoire
En 1919, la Société dentellière gruyérienne est fondée et devient, en 1941, l’Association des dentelles de Gruyère. Par la suite, comme les machines remplacent de plus en plus souvent le travail artisanal, les commandes diminuent même si les dentellières travaillaient pour un magasin de Bulle sous l’égide de l’association. Craignant la concurrence, elles ne souhaitaient pas partager leur savoir-faire.[réf. nécessaire] Mais un tournant s’amorce dans les années 1970 lorsque ces techniques ont été démocratisées et transmises aux amateurs 
On sait que la technique de la dentelle était connue depuis plus d’un siècle non loin de là, au Pays-d’Enhaut, où elle servait à réaliser les coiffes des dames. Des Italiennes en route pour la France l’auraient enseigné aux villageoises du Pays-d’Enhaut et de la Gruyère[réf. nécessaire]. Au début du XXe siècle, la dentelle aux fuseaux et le filet ont donc vraisemblablement[réf. nécessaire] été réintroduits en Gruyère. Toutefois, la particularité gruérienne réside dans le fait d’avoir formé, au XXe siècle, des femmes à ce savoir-faire dans un but productif.

## Source du texte
- « Dentelles de la Gruyère », sur fr.ch